# Sulfeto de cálcio
O sulfeto de cálcio é um composto inorgânico sólido de fórmula química CaS. Se apresenta na forma de cristais brancos higroscópicos, de estrutura cúbica, a mesma do cloreto de sódio. Como outros sais que contém íons sulfeto, apresenta um odor de H2S, resultado da hidrólise pelo contato com a água.